# Церковь Благовещения (Рязань)
Благовещенская церковь — православный храм в Рязани. Построен в 1673 году. Находится на пересечении улиц Затинной и Свободы.

## История
Первое деревянное здание церкви упомянуто в писцовых книгах Мины Лыкова в 1626 году. В 1673 году вместо обветшавшего деревянного был построен каменный храм. В 1744 году по благословению епископа Алексея в церкви был устроен придел во имя Иоанна Воина. В начале 1800-х годов старостой церкви был рязанский меценат Гавриил Васильевич Рюмин.

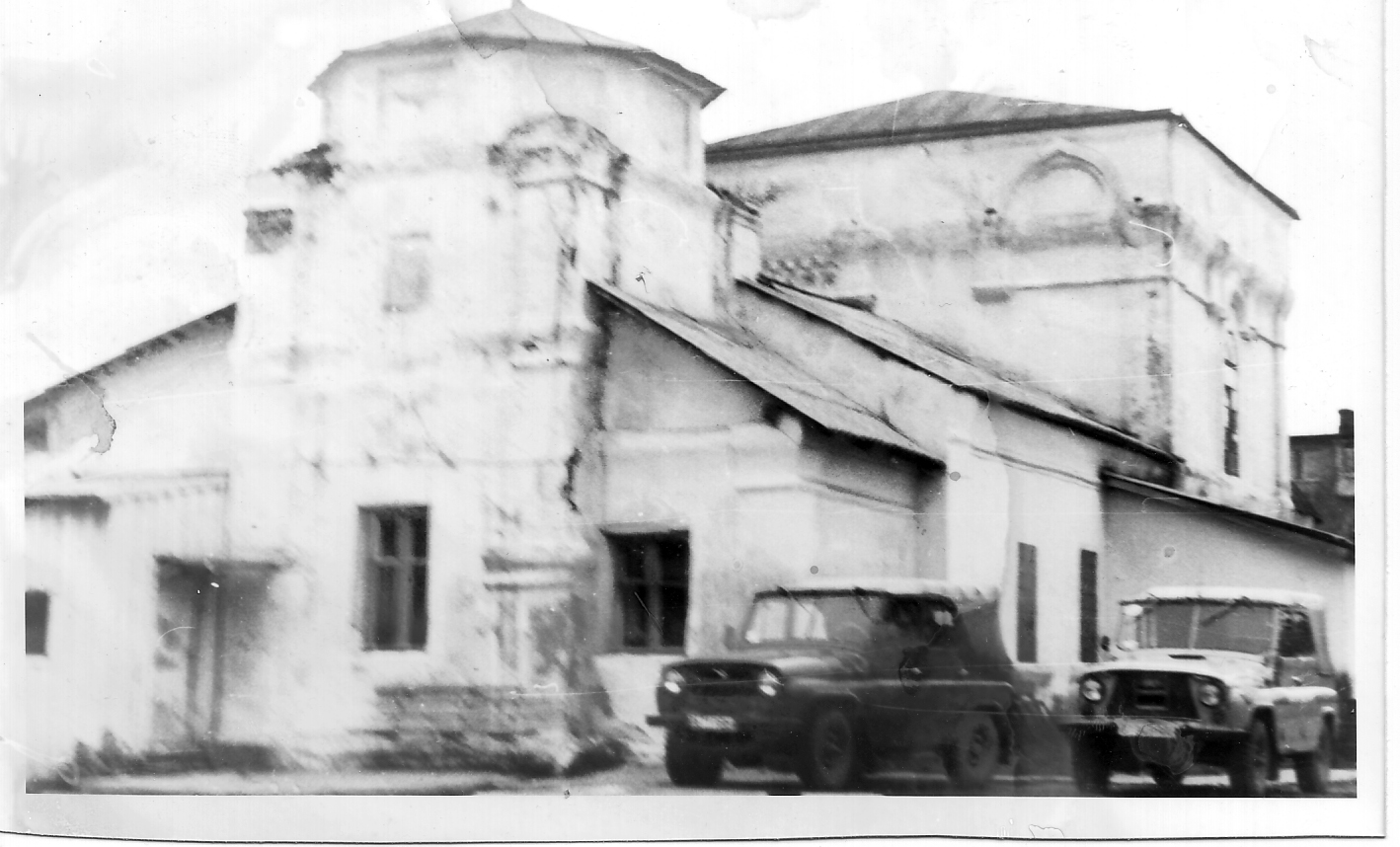
Здание в 1990 году

В храме любил служить священномученик митрополит Иувеналий (Масловский). В январе 1935 года храм был передан обновленцам, а 15 ноября 1935 года по решению Рязанского райисполкома его закрыли.
Первоначально здесь располагались механизированные мастерские артели «Смена». В 1958 году ставился вопрос о сносе здания, как не являющимся памятником архитектуры. Эти планы не были реализованы, однако были снесены купола и колокольня.
В 1998 году храм был возвращен Рязанской епархии Русской православной церкви. 28 марта 1999 года он был освящен Митрополитом Рязанским и Касимовским Симоном. В 2002—2003 годах были восстановлены главы храмы. В 2004 году была воздвигнута колокольня.
На территории возведена часовня, посвященная блаженной Любови Рязанской, которая посещала этот храм.